# 중전차

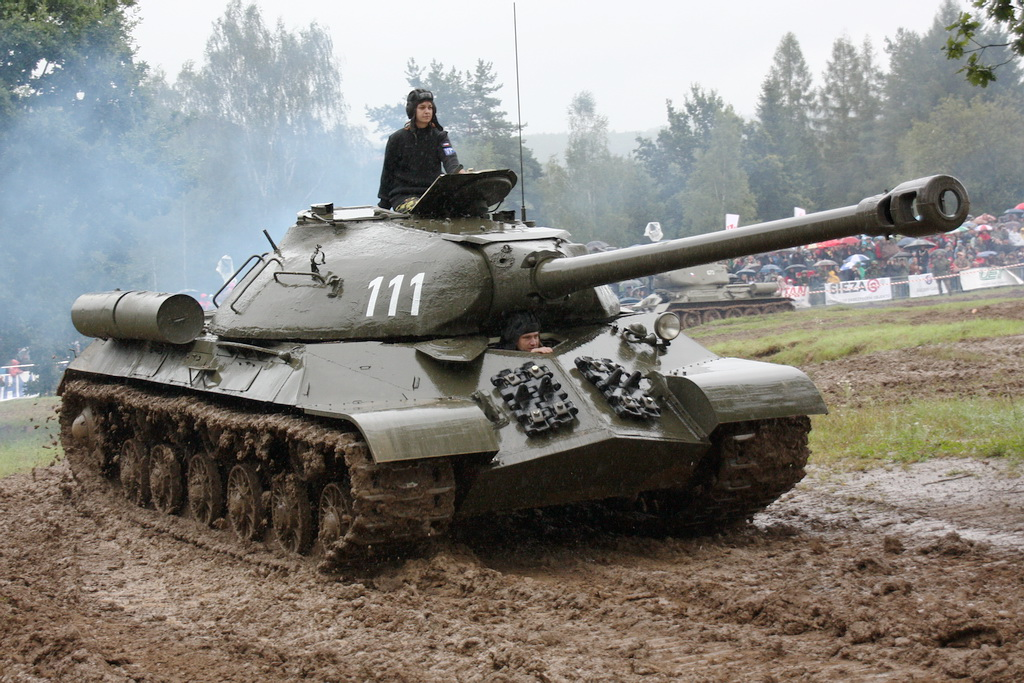

중전차(重戰車, heavy tank)는 제2차 세계대전 당시 사용된 50톤 이상의 전차를 말한다.
2차대전 이후에는 핵무기와 대전차미사일의 등장으로 사실상 폐지되고, 주력전차에게 자리를 넘겨주게 된다.
이보다 더 큰 전차는 초중전차라고 한다.

## 종류
- 미국
  - M6 중전차
  - T29 중전차
  - T32 중전차
  - M103 중전차
- 독일
  - 티거 1
  - 티거 2
  - 마우스 초중전차
  - E100 초중전차
- 소련
  - KV-1
  - KV-2
  - KV-3
  - 이오시프 스탈린 전차
    - IS-2
    - IS-3
    - IS-4
    - T-10 (전차)
- 영국
  - 4형 보병전차 A22 처칠
  - FV214 컨쿼러
- 프랑스
  - B1 전차
  - AMX-50
- 이탈리아
  - P40 Lancello-실질적인 성능 및 체급은 중형전차 수준이다.

## 같이 보기
- 경전차
- 중형전차
- 초중전차
- 주력전차